# Ashland (Californie)
Pour les articles homonymes, voir Ashland.
Ashland (anciennement dénommée San Leandro South) est une census-designated place (CDP) américaine située dans le comté d'Alameda, en Californie. Elle compte 21 925 habitants en 2010.

## Histoire
La localité se développe dans les années 1940. Ashland est nommée d'après le nom anglais du frêne de l'Oregon, « Oregon ash ».

## Géographie
| San Leandro |         | Castro Valley |
|             | Ashland |               |
| San Lorenzo |         | Cherryland    |

D'après le Bureau de recensement des États-Unis, le territoire de la CDP s'étend sur 4,7 km2 et est intégralement constitué de terre. Située à environ 6,5 km de la rive est de la baie de San Francisco, Ashland se trouve à une altitude de 13 m.

## Climat
La région connaît des étés doux et secs. D'après la classification de Köppen, le climat de Ashland est de type supra-méditerranéen (Csb).

## Démographie
| 2000   | 2010   | - | - | - | - |
| ------ | ------ | - | - | - | - |
| 20 793 | 21 925 | - | - | - | - |

## Administration
Ashland étant une communauté non incorporée, elle est directement administrée par le comté d'Alameda. La sécurité policière de la région est assurée par le Sheriff's Office du comté d'Alameda (en) et par la California Highway Patrol.